# Mihailo Lalić
Mihailo Lalić (Trepča, Andrijevica, 1914. október 7. – Belgrád, 1992. december 30.) montenegrói és szerb író.

## Élete
1914-ben született az északkelet-montenegrói Trepča (Andrijevica önkormányzat) faluban. Fontosabb regényei: „Svadba”, „Zlo proljeće”, „Raskid”, „Hajka”, „Ratna sreća”, és mesterműve, a „Lelejska gora”.
A „Ratna sreća” című regényéért 1973-ban elnyerte a NIN-díjat (a NIN magazin díja az év regényéért), a „Lelejska gora” című regényéért pedig az első „Njegoš-díj” kitüntetettje volt. Regényeiben Montenegró modernkori történelmének főbb eseményeit, különösen a világháborúkat, valamint a kommunista partizánok és a királypárti csetnikek közötti harcokat ábrázolta.
Herceg-Noviban és Belgrádban élt, tagja volt a montenegrói és a szerb Tudományos és Művészeti Akadémiának, amelynek alelnöke volt. Tagja volt a SKOJ-nak és a kommunista pártnak is. Belgrádban halt meg 1992-ben.

## Bibliography

### Short stories
- Izvidnica (The Patrol) (1948)
- Prvi snijeg (The First Snow) (1951)
- Na mjesečini (In the Moonlight) (1956)
- Posljednje brdo (The Last Hill) (1967)

### Novels
- Svadba (The Wedding) (1950)
- Zlo proljeće (The Evil Spring) (1953)
- Raskid (Separation) (1955)
- Lelejska gora (The Mountain of Cries) (1957, 1962)
- Hajka (The Pursuit) (1960)
- Pramen tame (The Lock of Darkness) (1970)
- Ratna sreća (The Luck of War) (1973)
- Zatočnici (The Advocates) (1976)
- Dokle gora zazeleni (Until the Mountain Turns Green) (1982)
- Gledajući dolje na drumove (Looking Down on the Roads) (1983)
- Odlučan čovjek (Determined Man) (1990)

### Magyarul
- Siralomhegy (Lelejska gora) – Magvető, Budapest, 1967 · fordította: Dudás Kálmán
- A sötétség sugara (Pramen tame) – Zrínyi, Budapest, 1970 · fordította: Csala Károly
- Gonosz tavasz (Zlo Proljece) – Európa, Budapest, 1975 · ISBN 963070269x · fordította: Dudás Kálmán · illusztrálta: Kass János
- Hadiszerencse (Ratna sreca) – Európa, Budapest, 1978 · ISBN 963-07-0942-2 · fordította: Dudás Kálmán

## Fordítás
- Ez a szócikk részben vagy egészben  a   Mihailo Lalić című angol Wikipédia-szócikk fordításán alapul.  Az eredeti cikk szerkesztőit annak laptörténete sorolja fel. Ez a jelzés csupán a megfogalmazás eredetét és a szerzői jogokat jelzi, nem szolgál a cikkben szereplő információk forrásmegjelöléseként.